# Mathías Olivera
Mathías Olivera, né le 31 octobre 1997 à Montevideo, est un footballeur international uruguayen qui évolue au poste d'arrière gauche au SSC Napoli.

## Biographie

### En équipe nationale
Avec les moins de 20 ans, il participe au championnat de la CONMEBOL des moins de 20 ans en 2017. Lors de cette compétition, il joue huit matchs, inscrivant un but contre l'Argentine. L'Uruguay remporte le tournoi.
Il dispute quelques mois plus tard la Coupe du monde des moins de 20 ans organisée en Corée du Sud. Lors du mondial junior, il joue sept matchs, inscrivant un but contre le Japon en phase de groupe. L'Uruguay se classe quatrième du mondial, derrière l'Italie.
Le 10 novembre 2022, il est sélectionné par Diego Alonso pour participer à la Coupe du monde 2022.

## Statistiques

### En club
| Saison                | Club                     | Championnat           | Championnat | Championnat | Championnat | Coupe(s) nationale(s) | Coupe(s) nationale(s) | Coupe(s) nationale(s) | Compétition(s) continentale(s) | Compétition(s) continentale(s) | Compétition(s) continentale(s) | Compétition(s) continentale(s) | Total | Total | Total |
| Saison                | Club                     | Division              | M.          | B.          | P.d.        | M.                    | B.                    | P.d.                  | Comp.                          | M.                             | B.                             | P.d.                           | M.    | B.    | P.d.  |
| 2016                  | Nacional Montevideo      | Primera División      | 2           | 0           | 0           | -                     | -                     | -                     | CL                             | 0                              | 0                              | 0                              | 2     | 0     | 0     |
| 2017-2018             | Getafe CF                | Liga                  | 3           | 1           | 0           | 1                     | 0                     | 0                     | -                              | -                              | -                              | -                              | 4     | 1     | 0     |
| 2018-2019             | Getafe CF                | Liga                  | 14          | 0           | 1           | -                     | -                     | -                     | -                              | -                              | -                              | -                              | 14    | 0     | 1     |
| 2019-2020             | Getafe CF                | Liga                  | 24          | 0           | 1           | 0                     | 0                     | 0                     | C3                             | 5                              | 0                              | 2                              | 29    | 0     | 3     |
| 2020-2021             | Getafe CF                | Liga                  | 31          | 0           | 0           | 1                     | 0                     | 0                     | -                              | -                              | -                              | -                              | 32    | 0     | 0     |
| 2021-2021             | Getafe CF                | Liga                  | 32          | 1           | 3           | -                     | -                     | -                     | -                              | -                              | -                              | -                              | 32    | 1     | 3     |
| Sous-total            | Sous-total               | Sous-total            | 104         | 2           | 5           | 2                     | 0                     | 0                     | -                              | 5                              | 0                              | 2                              | 111   | 2     | 7     |
| 2018-2019             | Albacete Balompié (prêt) | Liga2                 | 15          | 1           | 0           | -                     | -                     | -                     | -                              | -                              | -                              | -                              | 15    | 1     | 0     |
| 2022-2023             | SSC Naples               | Serie A               | 30          | 2           | 2           | 1                     | 0                     | 0                     | C1                             | 8                              | 0                              | 2                              | 39    | 2     | 4     |
| 2023-2024             | SSC Naples               | Serie A               | 23          | 1           | 1           | -                     | -                     | -                     | C1                             | 6                              | 0                              | 0                              | 29    | 1     | 1     |
| 2024-2025             | SSC Naples               | Serie A               | 32          | 0           | 2           | 1                     | 0                     | 0                     | -                              | -                              | -                              | -                              | 33    | 0     | 2     |
| Sous-total            | Sous-total               | Sous-total            | 85          | 3           | 5           | 2                     | 0                     | 0                     | -                              | 14                             | 0                              | 2                              | 101   | 3     | 7     |
| Total sur la carrière | Total sur la carrière    | Total sur la carrière | 206         | 6           | 10          | 4                     | 0                     | 0                     | -                              | 19                             | 0                              | 4                              | 229   | 6     | 14    |

### En sélection nationale
| Saison                | Sélection             | Phases finales        | Phases finales | Phases finales | Phases finales | Éliminatoires CDM | Éliminatoires CDM | Éliminatoires CDM | Matchs amicaux | Matchs amicaux | Matchs amicaux | Total | Total | Total |
| Saison                | Sélection             | Compétition           | M              | B              | Pd             | M                 | B                 | Pd                | M              | B              | Pd             | M     | B     | Pd    |
| --------------------- | --------------------- | --------------------- | -------------- | -------------- | -------------- | ----------------- | ----------------- | ----------------- | -------------- | -------------- | -------------- | ----- | ----- | ----- |
| 2021-2022             | Uruguay               | -                     | -              | -              | -              | 3                 | 0                 | 0                 | 3              | 0              | 0              | 6     | 0     | 0     |
| 2022-2023             | Uruguay               | Coupe du monde 2022   | 3              | 0              | 0              | -                 | -                 | -                 | 3              | 0              | 0              | 6     | 0     | 0     |
| 2023-2024             | Uruguay               | Copa América 2024     | 5              | 1              | 0              | 4                 | 1                 | 0                 | 2              | 0              | 0              | 11    | 2     | 0     |
| 2024-2025             | Uruguay               | -                     | -              | -              | -              | 5                 | 0                 | 1                 | -              | -              | -              | 5     | 0     | 1     |
| Total sur la carrière | Total sur la carrière | Total sur la carrière | 8              | 1              | 0              | 12                | 1                 | 1                 | 8              | 0              | 0              | 28    | 2     | 1     |

## Palmarès

### En club
SSC Napoli
- Championnat d'Italie de football (2)
  - Champion en 2023 et 2025

### En sélection
- Vainqueur du championnat de la CONMEBOL des moins de 20 ans en 2017 avec l'équipe d'Uruguay de football des moins de 20 ans